# Aufgesetzter

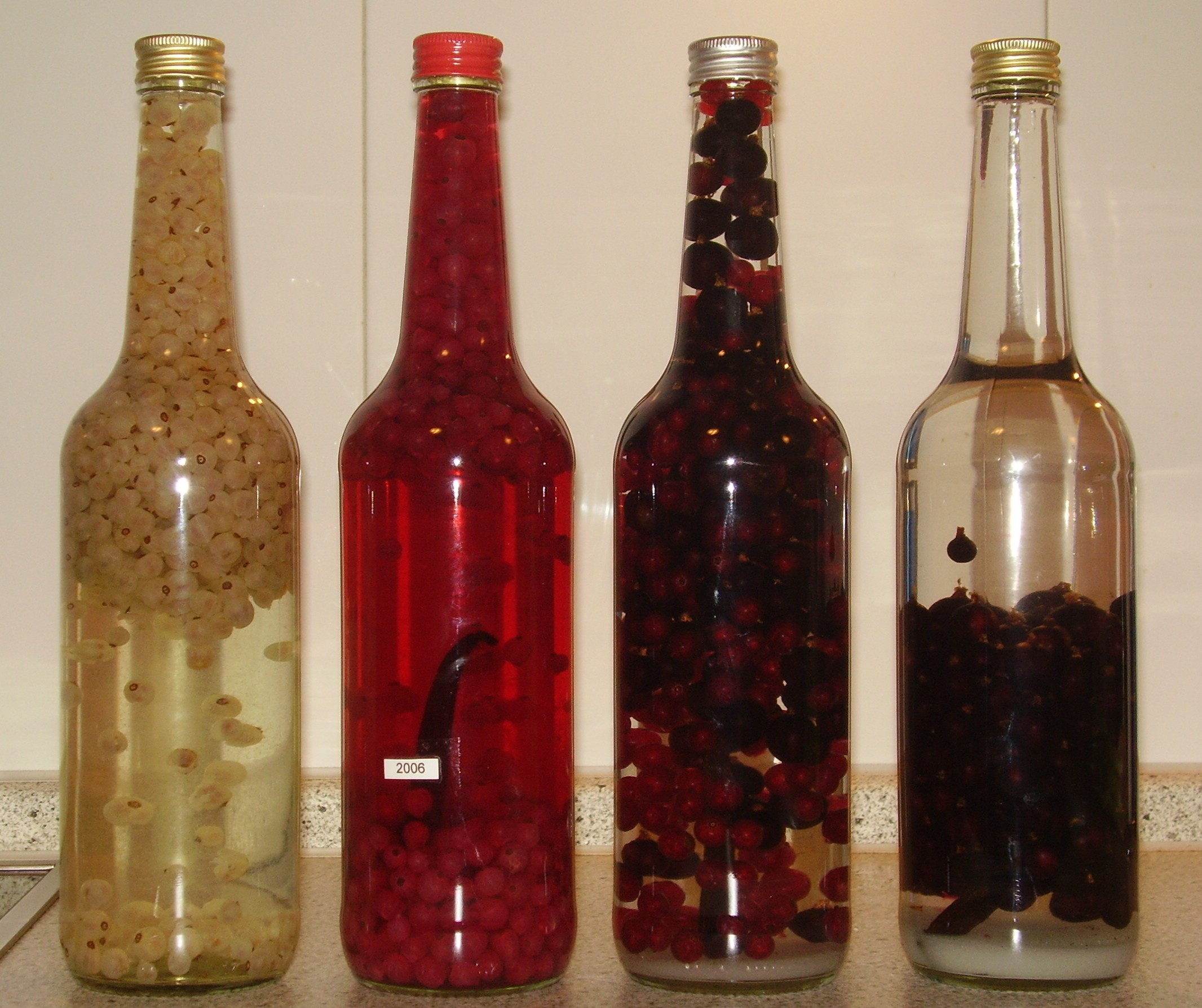
Von links nach rechts: weiße Johannisbeeren (nach 3 Wochen), rote Johannisbeeren mit Vanilleschote (nach 3 Wochen), rote und schwarze Johannisbeeren (jeweils frisch aufgesetzt)

Ein Aufgesetzter ist eine zumeist farbige Spirituose, bei der Früchte (zum Beispiel Schwarze Johannisbeeren, Schlehen oder Kirschen) oder Kräuter zusammen mit raffiniertem Zucker oder weißem Kandiszucker und einem Branntwein (Korn, Doppelkorn, Weinbrand, verdünnter Weingeist oder Rum) in einer Flasche oder einem anderen gut verschließbaren Gefäß „aufgesetzt“ werden.
Auch Gewürze wie Vanilleschoten, Tonkabohnen oder Zimt können zur Geschmacksverfeinerung zugegeben werden. Zu Beginn werden die Flaschen alle paar Tage geschüttelt, um den Extraktionsprozess zu beschleunigen. Der Alkohol im Branntwein löst Aromastoffe aus den Früchten oder Kräutern und ergibt einen alkoholischen Auszug. In der Regel werden die Zutaten mehrere Monate in der Flasche belassen, bevor die festen Bestandteile herausgefiltert werden.
Zumeist erfolgt das „Aufsetzen“ im privaten Haushalt, doch gibt es auch mittlerweile eine Reihe von Spirituosenherstellern, die diese Herstellungsform im gewerblichen Maßstab betreiben.